# Сергеев, Константин Алексеевич
Константин Алексеевич Сергеев (4 мая 1901, дер. Заживицкое, Александровский уезд, Владимирская губерния — 15 апреля 1968, Балашиха, Московская область) — советский военачальник, генерал-майор (19 апреля 1945).

## Начальная биография
Константин Алексеевич Сергеев родился 4 мая 1901 года в деревне Заживицкое ныне Александровского района Владимирской области.

## Военная служба

### Гражданская война
4 мая 1920 года призван в ряды РККА и направлен красноармейцем в 403-й стрелковый полк в составе 45-й стрелковой дивизии (14-я армия, Западный фронт), после чего принимал участие в боевых действиях в ходе советско-польской войны. В августе на реке Буг К. А. Сергеев был тяжело ранен, после чего лечился в госпитале. По излечении с января 1921 года служил красноармейцем в 20-м учебно-кадровом полку, дислоцированном в Воронеже, а с сентября того же года — в 17-м стрелковом полку (6-я стрелковая дивизия), дислоцированном в Орле.

### Межвоенное время
В марте 1922 года направлен на учёбу на 27-е Орловские пехотные курсы, после окончания которых с 1923 года служил в 42-м стрелковом полку (14-я стрелковая дивизия, Московский военный округ) на должностях помощника командира взвода, старшины роты и командира взвода.
1 октября 1924 года зачислен на учёбу в Московскую пехотную школу имени М. Ю. Ашенбреннера, после окончания которой с сентября 1927 года служил на должностях командира взвода, помощника командира и командира роты в составе 16-го стрелкового полка (6-я стрелковая дивизия), дислоцированного в Орле.
В феврале 1932 года переведён в 281-й стрелковый полк (94-я стрелковая дивизия, ОКДВА), дислоцированный в Ачинске, где служил командиром роты и начальником штаба батальона, а в мае 1936 года — в 280-й стрелковый полк, где служил помощником начальника штаба полка и командиром батальона.
С 17 апреля 1939 года К. А. Сергеев исполнял должность командира 152-го стрелкового полка (94-я стрелковая дивизия), после чего принимал участие в боевых действиях на реке Халхин-Гол. В апреле 1940 года назначен помощником командира по строевой части этого полка.
В январе 1941 года направлен на учёбу на курсы «Выстрел».

### Великая Отечественная война
Майор К. А. Сергеев 2 июля 1941 года окончил курсы и назначен на должность командира 52-го стрелкового полка в составе 18-й Московской стрелковой дивизии народного ополчения. В сентябре полк был переименован в 1306-й стрелковый, а дивизия — в 18-ю стрелковой дивизию, которая 30 сентября передислоцирована в район Сычёвка — Ново-Дугино, где с 4 октября вела оборонительные боевые действия, а с 6 октября — в условиях окружения, из которого вышла в середине месяца в районе Гжатска.
13 ноября 1941 года полковник К. А. Сергеев назначен на должность командира 1310-го стрелкового полка в составе 82-й мотострелковой дивизии, ведшей оборонительные боевые действия в восточнее пгт Дорохово, однако с 7 декабря лечился в госпитале по ранению. После излечения 24 января 1942 года направлен в Приволжский военный округ, где 20 февраля назначен на должность командира 127-й стрелковой дивизии, формировавшейся в Аткарске. 19 апреля освобождён от занимаемой должности по несоответствию и 24 апреля назначен комендантом 75-го укреплённого района, который вскоре принимал участие в боевых действиях в ходе Воронежско-Ворошиловградской операции.
С 15 сентября находился в госпитале по болезни и по выздоровлении 20 ноября направлен в распоряжение Военного совета Юго-Западного фронта, где 1 декабря 1942 года назначен заместителем командира 50-й гвардейской стрелковой дивизии, которая вела боевые действия в районе города Морозовск, станицы Тацинская и городов Краснодон, Боково-Антрацит, выйдя в середине февраля в район южнее Ворошиловграда, после чего перешла к обороне. 27 февраля 1943 года назначен командиром этой же 50-й гвардейской стрелковой дивизии, которая вела оборонительные боевые действия в районе Ворошиловграда, а с августа наступала по направлению на Сталино.
4 сентября полковник К. А. Сергеев освобождён от занимаемой должности, после чего находился в распоряжении Военного Совета 5-й ударной армии и 20 сентября назначен командиром 40-й гвардейской стрелковой дивизии, которая вела боевые действия в ходе Мелитопольской наступательной операции.
С 13 ноября 1943 года лечился в госпитале по ранению и по выздоровлении в апреле 1944 года направлен на учёбу на ускоренный курс Высшей военной академии имени К. Е. Ворошилова, который окончил в декабре того же года и в январе 1945 года назначен командиром 93-й стрелковой дивизии, которая принимала участие в боевых действиях в ходе Будапештской и Венской наступательных операций. 9 апреля 1945 года переведён на должность командира 61-й гвардейской стрелковой дивизии.

Могила Сергеева на Востряковском кладбище Москвы.

### Послевоенная карьера
После окончания войны находился на прежней должности в Южной группе войск.
В декабре 1946 года назначен на должность заместителя командира 19-й механизированной дивизии (10-я механизированная армия), дислоцированной в Пловдиве, в июле 1947 года — на должность заместителя командира 50-й гвардейской стрелковой дивизии (128-й стрелковый корпус), дислоцированной в Бресте.
В феврале 1949 года генерал-майор К. А. Сергеев был прикомандирован к ЦК ДОСАРМ и вскоре назначен заместителем председателя по военной подготовке Республиканского комитета ДОСАРМ Белорусской ССР.
С декабря 1951 года находился в распоряжении Управления кадров Сухопутных войск и затем назначен заместителем начальника курсов — начальником учебного отдела Объединённых курсов офицерского состава Беломорского военного округа. В феврале 1954 года назначен на должность начальника военной кафедры Московского пушно-мехового института, а в июле 1955 года — на должность начальника военной кафедры Всесоюзного государственного института кинематографии.
Генерал-майор Константин Алексеевич Сергеев 31 октября 1957 года вышел в запас. 
Умер 15 апреля 1968 года в Балашихе Московской области. Похоронен на Востряковском кладбище Москвы.

## Награды
- Орден Ленина (06.11.1945);
- Два ордена Красного Знамени (03.11.1944, 19.11.1951);
- Орден Кутузова 2 степени (28.04.1945);
- Орден Богдана Хмельницкого 2 степени (29.06.1945);
- Орден Красной Звезды (04.02.1943);
- Медали.